# Bogoro (république démocratique du Congo)
Pour les articles homonymes, voir Bogoro (toponymie).
Bogoro est une localité de la chefferie Bahema Sud, dans le territoire d'Irumu dans la province de l'Ituri en république démocratique du Congo. Bogoro est le chef-lieu du groupement Babiese, qui regroupe quatre villages : Dodoy, Bagaya, Nyakeru et Talieba.

## Situation
Bogoro compte 6 000 habitants au début du XXIe siècle, majoritairement des Hema, ainsi que des Lendu, des Bira et d'autres peuples.

## Histoire
En 2003, les habitants, spécifiquement Hema, sont victimes du massacre de Bogoro,,.